# 周采茨
周采茨（1947年8月28日—2016年），香港女企業家，名媛，演藝界人士，資深電視製作人。她的姐姐周采芹是國際知名的女演員，亦是首位華人龐德女郎。

## 生平
祖籍浙江慈溪縣慈城，祖父周慰堂為清末著名京劇演員，父親京劇泰斗周信芳，母亲为周信芳情妇，后来的第二任妻子裘丽琳。
1946年生于上海，周家6個子女中最小的和第四个女儿，人称“四小姐”，就讀上海市中西女中小學部、上海市世界小學及上海市第三女子中学。早年过着“中菜吃新亚，西菜吃沙利文”优渥生活，并“坐小汽车上学”、吃点心、逛书店。1959年赴香港念協恩中学，后又在澳门念中学。1966年赴英国留学，继而在英、美游学十年，畢業於,美國馬利蘭州西北中學。父周信芳1975年逝世，1978年8月16日在上海舉行遗骨安葬儀式，周采茨回上海出席追悼会。
20世纪70年在香港发展，曾任日本丰田汽车驻香港市场公关经理，香港丽的电视出版、宣传和推广总监。
曾应邀任香港电影金像奖评委。曾是上海市慈善基金会周信芳基金主任，上海市巾帼圆桌基金会长。创办浩采集团，任总裁。2005年创办了中国首席社交品牌“五月舞会”。2012年在上海创办“元媛舞會”（英语：Debutante Ball）。
周采茨也是1980年代《號外》的專欄作者之一，筆名「白鴿眼」、「Superbird」。
周采茨與第一任丈夫育有女兒林楚麒，林楚麒是香港藝人兼歌手，曾獲第四屆新秀歌唱比賽季軍。
1980年任職政府新聞署時，因戲劇與第二任丈夫黃浩義結緣。當時黃浩義是香港話劇團的成員，正主演舞台劇〈日出〉，周采茨則玩票性質客串演出，兩人最終發展成情侶及夫妻關係。
兩人育有女黄咏煜、子黄敬轩。
2003年與丈夫黃浩義舉家搬回故鄉上海，住在離父親故居不遠處，去世時享年71歲。坊間報道，周采茨是2017年6月26日在上海去世，查實那是〈腾讯网〉那篇報道的發布日期，去世地點亦可能報道有誤；綜合各篇論及周采茨的文章，推測她是2016年年中在香港離世（「可惜這故事去年（2016）4月在“號外”首次發表後，不足數月她便因為心臟病倉促在香港離開人世。她的喪禮於8月27日在香港萬國殯儀館低調地舉行，只有她生前的親戚好友如鄧小宇、陳冠中、岑建勲、劉天蘭、鄭經翰、林旭華等出席，並沒有向本地和國內的文化和傳媒界公開。」又，「黃浩義和我以前從未通過電話，過去多年都是他太太周采茨和我接觸，突然換了他已夠意外了，加上聽到這樣的開場白，心裡已沉了一半，知道必然凶多吉少，果然沒錯，他告訴我周采茨剛走了。」）